# Radakka
Radakka war eine US-amerikanische Power- und Progressive-Metal-Band aus Chicago, Illinois, die im Jahr 1988 gegründet wurde und sich etwa 1998 auflöste.

## Geschichte
Die Band wurde im Jahr 1988 gegründet und bestand aus den Ex-Paradox-Mitgliedern Dean Maltese (Schlagzeug), Randy Jostes (Bass) und dem Sänger und Gitarristen Jon Dobbs. Von Crystal Axe stieß der Gitarrist Michael Posch kurze Zeit später dazu. Im selben Jahr erschien ein selbstbetiteltes Demo, dem 1990 Vicious Raditude und Masquerade im Jahr 1991 folgten. Man nahm jede Auftrittsmöglichkeit wahr, egal ob winziger Pub, heruntergekommener Club oder Geld verlangende Location. Noch immer albumlos, schaffte es die Band ins Vorprogramm von Queensrÿche, Megadeth und Kansas. Nachdem die Gruppe einen Vertrag bei Century Media unterzeichnet hatte, erschien hierüber das Debütalbum Malice in Tranquility im Jahr 1996, dem das zweite Album im Jahr 1998 unter dem Namen Requiem for the Innocent folgte. Zwischendurch steuerte die Band auch noch eine Coverversion des Liedes Night Crawler für einen Judas-Priest-Tribute-Sampler von Century Media bei. Nach der Veröffentlichung des zweiten Albums trennten sich Label und Band wieder voneinander, da der Tonträger kommerziell nicht erfolgreich war. Es gab zwar nie eine offizielle Auflösung, jedoch begannen sich die Mitglieder mit anderen Projekten zu beschäftigen.

## Stil
Laut Volker Raabe vom Metal Hammer spielt die Band harten, klassischen und reifen Metal vergleichbar mit Lizzy Borden oder Lillian Axe. In einem Metal-Hammer-Interview mit Andreas Schöwe gab der Bassist Jon Dobbs zu, stark durch Queensrÿche beeinflusst worden zu sein. Laut Schöwe spielt die Band auf Malice and Tranquility progressiv angehauchten Heavy Metal. Auf dem zweiten Album hat die Band laut Dobbs etwas Gothic, monumentale Orchestrationen und mehrstimmige Chöre eingearbeitet. In seiner Rezension zu Malice and Tranquility gab Schöwe an, dass es auf dem Album eine Progressivität vergleichbar mit Fates Warning und eine Heavyness wie bei Queensrÿche gebe. Die drei Power-Metal-Balladen mit Kanon-artigem Gesang würden an Crimson Glory erinnern. Laut Schöwe sei auf Requiem for the Innocent „die emotionale Tiefe früher Crimson Glory, die progressive Power Queensryches zu ...MINDCRIME-Zeiten und die Virtuosität moderner Savatage in sich vereint“. Zudem gebe es gregorianische Chöre, Orchestrierungen und Piano-Passagen. Der Groove in Sit up and Sweat erinnere an das selbstbetitelte Album von Metallica. Frank Trojan gab im Rock Hard „Old-fashioned-80er-Metal“ an. Der Rest der Redaktion warf als Orientierungshilfe Tyketto, Pretty Maids und Lillian Axe ein.

## Diskografie
- 1988: Radakka (Demo, Eigenveröffentlichung)
- 1990: Vicious Raditude (Demo, Eigenveröffentlichung)
- 1991: Masquerade (Demo, Eigenveröffentlichung)
- 1996: Malice and Tranquility (Album, Century Media)
- 1998: Requiem for the Innocent (Album, Century Media)